# Uragano Emily (2005)
L'uragano Emily è stato un uragano di tipo capoverdiano di categoria 5 che ha causato notevoli danni nei Caraibi e in Messico nel luglio del 2005. È l'unico uragano di categoria 5 ad essere stato documentato nel mese di luglio e il più forte uragano mai registrato prima del mese di agosto. Fino al 2020, Emily deteneva anche il record di quinta tempesta stagionale più precoce di sempre, prima di essere superato dalla tempesta tropicale Edouard.
L'uragano ha provocato 17 vittime, tra dirette e indirette, e ha causato danni per almeno 950 milioni di dollari, gran parte dei quali in Messico. È uno dei quattro uragani di categoria 5, insieme a Carol del 1953, Esther del 1961 e Edith del 1971, a non aver avuto il suo nome ritirato.

## Preparazione
In previsione dell'arrivo dell'uragano, a Grenada circa 2 000 residenti sono state evacuate, delle quali 1 408 sono state alloggiate in 30 rifugi, mentre a Tobago gli evacuati sono stati circa 500. In Messico, oltre 100 000 persone, in gran parte turisti, sono stati evacuati da Cancún, la Riviera Maya e Cozumel, e l'azienda petrolifera statale Pemex ha evacuato 15 530 lavoratori dalle sue piattaforme nel golfo del Messico. Durante le operazioni di evacuazione si sono registrate tre vittime, i due piloti di un elicottero che è precipitato e un residente tedesco rimasto folgorato.

## Impatto

### Caraibi
A Grenada, dove Emily è approdata il 14 luglio, i danni si sono concentrati nella parte nord del paese, nelle parrocchie di Saint Andrew e Saint Patrick. All'aeroporto di Point Salines sono state rilevate raffiche di vento fino a 107 km/h. Numerosi edifici, alcuni dei quali già danneggiati l'anno precedente dall'uragano Ivan, sono stati scoperchiati e oltre 200 abitazioni sono state danneggiate sull'isola di Carriacou, dove anche l'unico ospedale presente ha riportato danni, rendendo necessaria l'evacuazione dei pazienti. Una persona è morta a causa di una frana, mentre i danni totali sono stati stimati in $110,4 milioni.
La Giamaica è stata interessata da diversi smottamenti causati dalle pensati piogge portate dall'uragano, con accumuli fino a 392 mm rilevati nella parrocchia di Saint Elizabeth. Cinque persone sono morte a causa di un'alluvione lampo nel sud-ovest del paese. In Trinidad e Tobago frane e allagamenti hanno danneggiato diverse abitazioni. Cinque vittime sono state registrate ad Haiti a causa delle forti piogge e una in Honduras per annegamento.

### Messico

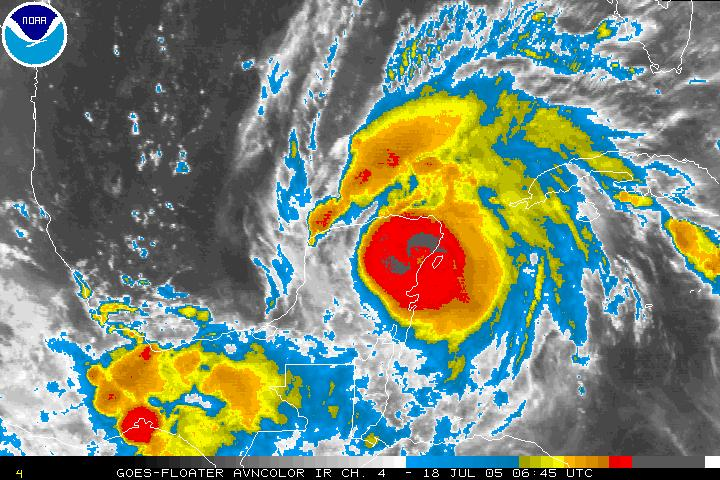
L'approdo di Emily nello Yucatán.

Durante il primo approdo in Messico come uragano di categoria 4, Emily ha colpito principalmente la zona tra Playa del Carmen e Tulum, inclusa l'isola di Cozumel. Esisto pochi dati meteorologici relativi al passaggio dell'uragano nella penisola dello Yucatán, tuttavia nel rapporto finale del National Hurricane Center vengono citati due dati ufficiosi: un accumulo pluviometrico fino a 120 mm rilevato a Cozumel e un'onda di tempesta fino a 4,6 m registrata a San Miguel de Cozumel. In generale, lungo il resto della costa l'onda non ha superato il metro. Il settore turistico è stato duramente colpito, con oltre 12 500 stanze che hanno subito un qualche tipo di danno, circa un quinto di tutta la capacità ricettiva alberghiera dello stato di Quintana Roo.
Il secondo approdo di Emily in Messico, come uragano di categoria 3, ha interessato principalmente gli stati di Tamaulipas e Nuevo León. Diverse comunità lungo la costa sono rimaste isolate e numerose strutture sono state danneggiate. Nel viaggio di Laguna Madre l'80-90% delle abitazioni sono andate distrutte Allagamenti sono stati riportati anche a Monterrey, capitale di Nuevo León. Si sono registrate due vittime, una a Nuevo León e una a Tamaulipas. In totale, i danni causati da Emily in Messico sono stati stimati in 8,871 miliardi di pesos, pari a $837 milioni, di cui circa 4,5 miliardi dovuti ai danni subiti dall'industria petrolifera.

### Texas
Nel Texas meridionale gli effetti dell'uragano sono stati molto limitati. Alcune zone hanno registrato venti di tempesta e raffiche fino a 100 km/h, mentre le piogge hanno portato ad accumuli fino ai 132 mm registrati a Mercedes. Lungo la costa, la marea ha raggiunto 1,5 metri, inondando alcune sezioni della Texas State Highway 100. Non sono stati riportati danni strutturali significativi, tuttavia circa 28 000 utenze sono rimaste senza corrente elettrica. Otto tornado hanno colpito lo stato, causando danni limitati. In totale, le perdite per il settore agricolo sono state pari a circa $4,7 milioni.